# Concert per a piano (Nin-Culmell)
El Concert per a piano i orquestra en do major creat per Joaquim Nin-Culmell a l'edat de 38 anys és una de les seves obres més destacades. L'estrena va ser un 9 de desembre de 1946 a Williamstown, dirigit per Erich Leinsdorf i interpretat per l'Orquestra Filharmònica de Rochester i ell mateix com a pianista.

## La obra
El Concert de Nin es presenta com a alliberament tonal, melodies fortes i ús d'una rítmica interessant.
És una obra que respecta la tradició; en si mateix, el seu "do major" ja és una declaració de principis, i resulta evident que els seus ritmes i aires són de tipus populars. D'aquesta manera hi trobem principalment elements populars -però no literals- que apareixen con un riu interior i no com a citacions.
| «                                                                          | Havia passat per la classe de Paul Dukas al Conservatori de París, per la gran amistat amb Roland Manuel que m'havia aclarit moltíssimes coses i pel començament de la meva carrera de pianista que em conduiria als Estats Units i a Cuba l'any següent; la meva meta sempre va ser la composició musical i, més que cap altra cosa, era un compositor espanyol però m'allunyava del cant popular emprat com a falca musical i m'apropava a les grans formes musicals. De tot això va sortir el meu Concert per a piano i orquestra. De ben segur que sense els consells de Falla aquesta obra no s'hauria escrit. I per bé que Paul Dukas em va proporcionar els mitjans, Don Manuel em va proporcionar l'esperit. | » |
| — Textos personals de Joaquim Nin-Culmell de les seves xerrades a Granada. | |   |

Ha estat dirigida per grans directors com Erich Leinsdorf o Erich Kleiber. El primer ho va fer al 1946, durant la primera representació del concert a Williamstown, mentre que el segon va dirigir un any més tard a Filharmònica de L'Havana (ambdós actuacions amb Nin-Culmell al piano, concertista a part de compositor). Destaca també la direcció d'Eduad Toldrà el 1957 a Barcelona.

## Els moviments
1. L'Allegro és un homenatge a Falla.
2. L'Andante respon al fort sentiment religiós del actor gràcies als matisos gregorians que hi trobem.
3. El Vivo està compost sobre un tema popular infantil. Nin Culmell va utilitzar en moltes de les seves obres elements melòdics populars catalans. En aquest moviment també s'hi pot veure la influència dels ballets de Falla.

## Orquestració
Piano i orquestra
| Instruments de vent de fusta                                                              | Instruments de vent-metall                         | Instruments de percussió | Instruments de corda                           |
| ----------------------------------------------------------------------------------------- | -------------------------------------------------- | ------------------------ | ---------------------------------------------- |
| - 2 flautes - 2 Oboès - Corn anglès - 2 Clarinets en La (andante en si bemoll) - 2 Fagots | - 4 Trompes en Fa - 2 Trompetes en do - 2 Trombons | - Timbales               | - Violins - Violes - Violoncels - Contrabaixos |